# Vetor de inicialização
Na criptografia, um vetor de inicialização (IV) ou variável inicial (SV) é uma entrada de tamanho fixo para uma primitiva criptográfica que normalmente é requerida para ser aleatória ou pseudoaleatório. A randomização é crucial para esquemas de criptografia para alcançar a segurança semântica, uma propriedade pela qual o uso repetido do esquema sob a mesma chave não permite que um invasor inferisse relacionamentos entre segmentos da mensagem criptografada. Para cifras de bloco, o uso de um IV é descrito pelos modos de operação. A randomização também é necessária para outras primitivas, como funções de hash universal e códigos de autenticação de mensagens com base nela.